# Musée des Beaux-Arts (Cambrai)

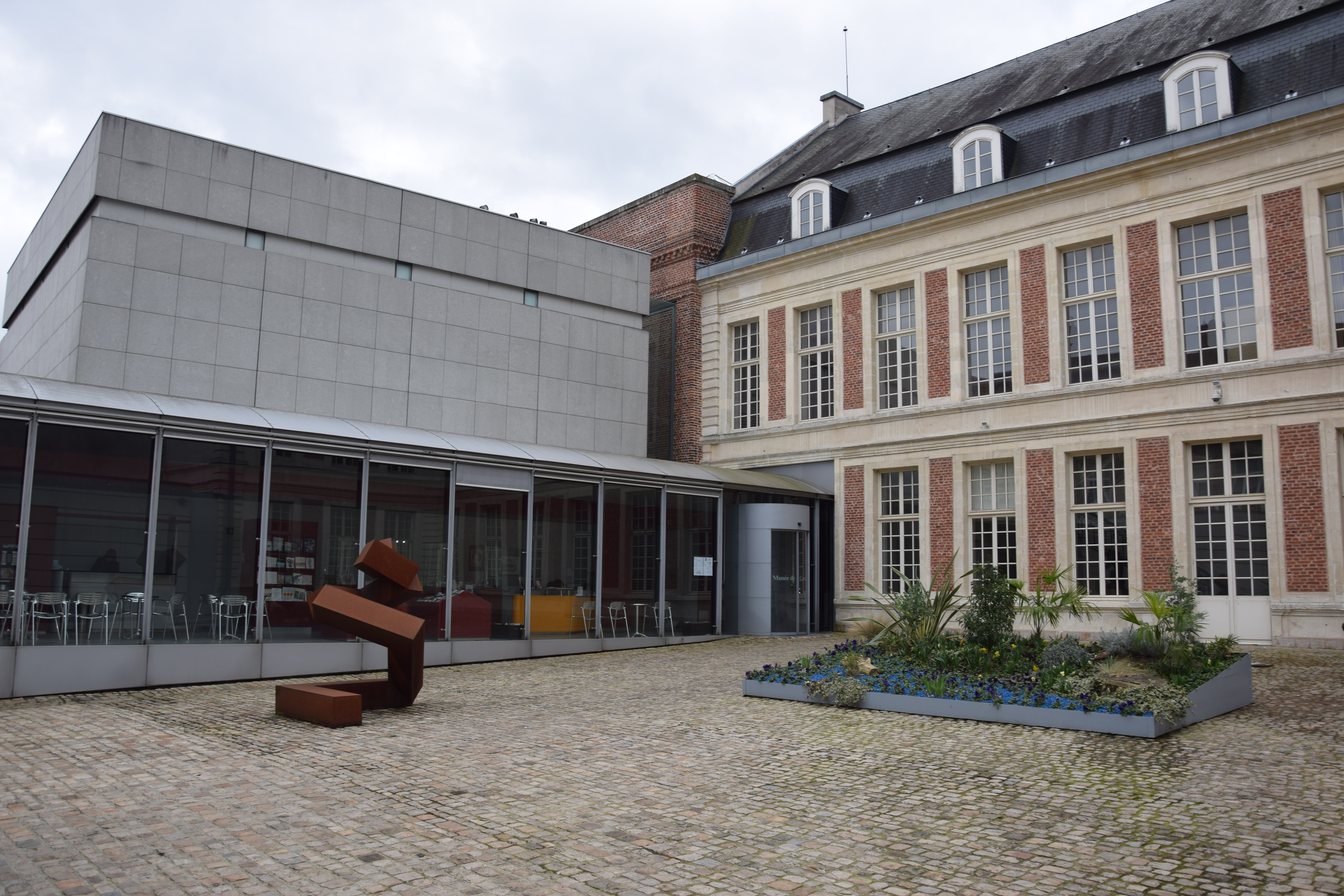
musée des Beaux-Arts in Cambrai

Het Musée des Beaux-Arts is een geschiedenis- en kunstmuseum in de Franse stad Cambrai. Het museum is sinds 1893 gevestigd in herenhuis Hôtel de Francqueville uit 1720. Het werd in 1994 gerenoveerd. Het museum heeft afdelingen archeologie, lokaal erfgoed en kunst (onder andere werken van Auguste Rodin, Camille Claudel, James Tissot, Henri Matisse, Theodoor Rombouts en David Teniers de Jongere).